# Terezija Avilska
Terezija Avilska, imenovana tudi Terezija Jezusova ali Terezija Velika, krščena kot Teresa Sánchez de Cepeda y Ahumada, španska karmeličanka, redovna prenoviteljica, mistikinja, svetnica in cekvena učiteljica, * 28. marec 1515, Gotarrendura, Kastiljska krona (danes Španija), † 4. oktober 1582, Alba de Tormes, Španija. Velja za eno najvplivnejših protireformatork in teologinj. Prenovila je karmeličanski red in se skupaj s svetim Janezom od Križa šteje za soustanoviteljico bosonogih karmeličank.
Štirideset let po smrti (1622), jo je papež Gregor XV. kanoniziral, 27. septembra 1970 pa jo je papež Pavel VI. razglasil za Cerkveno učiteljico. Njena pisna dela, ki vključujejo tudi avtobiografsko delo (Življenje Terezije Jezusove) ter njeno pomembno delo El Castillo Interior (Notranji grad), so nujni sestavni del zlate dobe španske književnosti v krščanski mistični literaturi. Vse skupaj nadgradi z delom Camino de Perfección (Pot popolnosti).

## Zgodnje življenje
Teresa de Cepeda y Ahumada se je rodila leta 1515 v kraju Gotarrendura v španski provinci Ávila (avtonomna pokrajina Kastilija in Leon). Njen dedek, Juanito de Hernandez, je bil konvertit iz judovstva v krščanstvo, pa ga je španska inkvizicija obtožila, da se vrača nazaj v judovsko veroizpoved. Njen oče, Alonso Sánchez de Cepeda, je kupil viteški naslov in se s tem asimiliral v krščansko občestvo. Njena mati, Beatriz de Ahumada y Cuevas, je svojo hčerko vzgajala kot pobožno kristjanko. Terezija je bila v otroških letih fascinirana nad življenjepisi različnih svetnikov in njihovim pogumom, ko so dali svoja življenja za Kristusa. Pri sedmih letih je pobegnila iz mesta skupaj s svojim bratom Rodrigom, da bi dosegla mučeništvo med Mavri, ki so v tistem času plenili po Iberskem polotoku. V tistem hipu pa se je njen stric vračal v mesto in je od daleč opazoval dva otroka, ki sta zbežala izza mestnega obzidja, ju ujel ter vrnil nazaj na varno.
Pri 12-ih letih ji je umrla mati, kar pri dekletu povzroči globoko žalost. Uteho išče v zaupanju in predanosti v Devico Marijo kot njeno duhovno mater. Pogum in moč je iskala tudi v takrat dostopni literaturi, ki je bila dokaj razširjena, in sicer z branjem t.im. viteških romanov in epov. Vse skupaj ji je pripomoglo k izgrajevanju lastne samopodobe. Njen oče se odloči, da vzgojo svoje hčerke zaupa sestram avguštinkam v Ávili.
V samostanu je zelo trpela zaradi različnih bolezni. Obdobja bolečin je blažila z duhovnimi zamaknjenji, kar je doživljala s pomočjo nabožne knjige Tercer abecedario espiritual, ki jo je  leta 1527 izdal frančiškanski redovnik Francisco de Osuna. Delo je napisano po vzoru med seboj podobnih spisov srednjeveških mistikov, sestavljeno za pregled vesti in duhovne samo-koncentracije ter notranje kontemplacije (znana v mističnem jeziku kot oratorij recollectionis ali oratorij mentalis). Prav tako se je ukvarjala z mistično asketskim delom Tractatus de oratione et meditatione avtorja Petra Alkantarskega ter najbrž še največ z deli Ignacija Lojolskega, s knjigo Duhovne vaje.
V času bolezni je večkrat doživljala bogat blagoslov solza, ko ji je bilo razodeto, da sama od sebe ne zmore nič v boju proti grehu, ker je vsak človek že na začetku zaznamovan z izvirnim grehom. Samo s pomočjo Boga in s popolno podreditvijo le njemu se človek lahko upre hudičevim skušnjavam.
Več njenih znancev je okrog leta 1556 začelo nasprotovati njenim opisom doživljanja Boga. Zavračali so jo z opravičilom, da je zaradi pretiranega mrtvičenja lastnega telesa in prestroge askeze, prišla do novih odkritij po diabolični in ne božanski poti. Mir in razumevanje je našla v svojem spovedniku, jezuitu svetem Franciscu Borgiji, ki jo je pomiril, da so njena spoznanja navdihnjena od Boga. Na god apostolov sv. Petra in Pavla leta 1559, ji je bilo dokončno razodeto, da se ji Jezus prikazuje v vsej polnosti, čeprav nevidno. Ta videnja so trajala skoraj neprekinjeno več kot dve leti. V še nekem drugem videnju, ji je kerubin z ognjeno puščico večkrat prebodel srce, kar ji je povzročalo neznosne duhovne bolečine.
Ta presunljivi dogodek njenega življenja se ji je tako vtisnil v spomin, da je pogostokrat premišljevala Jezusovo trpljenje in večkrat izgovorila stavek: Gospod, dovoli mi, da trpim, ali pa me pusti umreti.
Ta Terezijina videnja so bila navdih za ena izmed najslavnejših Berninijevih ustvarjenin (L'Estasi di Santa Teresa oz. Santa Teresa in estasi), ki se danes nahaja v rimski cerkvi Santa Maria della Vittoria.

## Prenova reda
V karmeličanski samostan Božjega učlovečenja je Terezija vstopila v Ávili, 2. novembra 1535. Samo sebe je že na začetku redovne poti našla v neskladju in brez notranje harmonije, ki naj bi je bila deležna kot človek, zaradi katerega se je Bog učlovečil. Izmed 150 nun, ki so takrat živele v spoštovanem samostanu, je postala tako zelo neodločna, omahljiva, da je dejansko izgubila svoj namen zakaj je prišla tja. Dnevno se je soočala z velikim številom obiskovalcev, predvsem iz visoke družbene in politične elite, obdana s skrbmi zunanjega sveta, ki so popolnima nepomembne za samostan in obdana z neresnimi pogovori. Vse te kršitve samote in molitve, so jo pripeljale do razmišljanja, da je tu potrebno nekaj narediti, če se želi kontemplativni samostan poglobiti v Boga.
To njeno razmišljanje je spodbudil tudi Frančiškov manjši brat duhovnik sveti Peter Alkantarski, ki sta se srečala v začetku leta 1560 ter je pozneje postal njen duhovni spremljevalec in svetovalec. Za trdno se je odločila, da želi resno prenoviti način življenja v karmeličanskih samostanih in želi odpraviti vsakršno ohlapnost, ki se je znašla v redovnih skupnostih. Terezija je v takratnem samostanskem življenju videla precej pomanjkljivosti, zato je 24. avgusta 1562 začela novo/staro obliko življenja s štirimi kandidatkami v samostanu svetega Jožefa v Ávili in sicer življenje po prvotnem Pravilu. Tudi zunaj samostanskih zidov je našla somišljenike, ki so se strinjali z njo, da je potrebno resno prenoviti življenje v karmeličanskem redu (npr. Guimara de Ulloa).
Enako kot pri sv. Klari Asiški tristo let prej, se je tudi sedaj pri sv. Tereziji in njeni odločitvi, da ustanovi nov samostan Sv. Jožefa in v njem prenovljen način življenja – v popolno uboštvo – pojavilo nasprotovanje, škandal in pohujšanje med meščani (prim.: uboštvo sv. Klare). Majhna in nezavarovana hiša (samostan) je bila na začetku (1562) videti zelo ranljiva pred morebitnimi napadi oz. vdori sovražnika vanjo; kmalu pa je po zaslugi krajevnega škofa in s pomočjo vplivnih meščanov, zaživela v stanju blaginje in velikega ugleda – iz pohujšanja se  je vse skupaj preobrnilo v navdušenje.

### Ustanavljanje samostanov
Ko se je Terezija preselila v nov samostan, je marca 1563 od papeža Pija IV. prejela listino, v kateri ji dovoljuje živeti v popolnem uboštvu in brez lastnine, kar je svetnica vključila v redovne Konstitucije. Njen načrt je bil predvsem poskus oživitve prejšnjih, strožjih pravil, dopolnjenih z novimi predpisi, ki so vključevala redno tedensko obredno bičanje in discalceacijo (bosonogi način življenja). Prvih pet let takšnega življenja je sv. Terezija ostala strogo v klavzuri, kjer se je ukvarjala samo s pisanjem.
Leta 1567 je bil odobren njen način življenja ter sprejet za splošno karmeličanski način, s tem pa tudi dovoljenje za ustanavljanje novih samostanov po skoraj vseh španskih pokrajinah. Vse na novoustanovljene hiše je popisala v svojem delu Libro de las Fundaciones. Med letoma 1567 in 1571 je ustanovila skupnosti v krajih: Medina del Campo, Malagón, Valladolid, Toledo, Pastrana, Salamanca in Alba de Tormes.
Že kmalu se je pojavila tudi želja po prenovi moške veje karmeličanskega Reda. Terezija je tako dala dovoljenje, da se ustanovita dva samostana za moške karmeličane, pri čemer sta ji pomagala Sveti Janez od Križa in Anton od Jezusa. Tako je bil novembra 1568 v  Durellu ustanovljen prvi reformirani moški samostan bosonogih karmeličanov. Njen prijatelj, Jerónimo Gracián, ki je pozneje postal prvi predstojnik moške veje, je v Andaluziji užival velik ugled in dal Tereziji svojo močno podporo pri ustanavljanju samostanov v Segoviji (1571), Beas de Segura (1574), Seviliji (1575) in Caravaca de la Cruz (Murcia, 1576).
V sredini 70-ih let 16. stoletja so se proti Tereziji začela razna preganjanja njenih nekdanjih sosester, ki niso želele sprejeti reforme. V italijanski pokrajini Piacenzi so se sešli vodilni možje na kapitlju, kjer so se odločili, da prepovejo nadaljnjo ustanavljanje bosonogih karmeličanskih samostanov. Da bi se dosegel mir med razburjenimi in nevoščljivimi sestrami, ki niso sprejele reforme in da bi bila kazen pravično naložena, so se možje odločili, da mora Terezija prostovoljno ukiniti enega od svojih samostanov. Pokazala je popolno pokorščino temu sklepu ter se odločila, da žrtvuje samostan sv. Jožefa pri Toledu. Njene sestre in prijatelji so bili izpostavljeni večjim preizkušnjam.
Po več letih vztrajnega dopisovanja s španskim kraljem Filipom II., so na vrsto prišle olajšave za Red. Kot eden večjih rezultatov tega dopisovanja, je tudi leta 1579 potrjena odločba, da Teresa Sánchez de Cepeda y Ahumada ni več pod drobnogledom španske inkvizicije. Jerónimo Gracián in Terezija sta lahko nadaljevala z reformo Reda in z ustanavljanjem novih samostanov. Papež Gregor XIII. je izdal dovoljenje, da Terezija sme nadaljevati svoje začeto delo, s čimer je tudi obvestil kraljeve dvore.
V zadnjih treh letih svojega življenja je Terezija ustanovila samostane v Villanuevi (na severu Andaluzije,1580), v Palenciji (1580), Soriji (1581), Burgosu in Granadi (1582). Do začetka oktobra 1582 je v Španiji ustanovila 17 ženskih in 15 moških samostanov.

## Smrt
Umrla je ali v poznih večernih urah 4. oktobra (pred polnočjo) ali pa v zgodnjih jutranjih urah 15. oktobra 1582. To je bilo ravno v času, ko so na Španskem vstopili iz julijanskega v gregorijanski koledar in je 4. oktobru sledil 15. oktober.
Njene zadnje besede so bile: Moj Gospod, ali je čas, da grem? Naj se zgodi Tvoja volja. O, moj Gospod in moj Ženin, ura po kateri sem dolgo hrepenela, je le prišla. Čas je, da se srečava.

### Čaščenje
Po njeni smrti se je čaščenje sv. Terezije hitro širilo po Iberskem polotoku. Zlasti v 20-ih letih 17. stoletja sta se razvili dve struji vernikov, ki sta se nagibali vsaka na svojo stran: eni k novi Tereziji Ávilski, drugi k že uveljavljenemu nacionalnemu zavetniku sv. Jakobu, ki je v Španiji veljal kot mitološki junak v boju proti muslimanski invaziji.
Rodrigo Cepeda y Ahumada, Terezijin mlajši brat, je njen portret izročil v varstvo Brezmadežne, kar so za svoje hitro pograbili katoličani v Nikaragvi.
Kmalu po smrti ji je Univerza v Salamanci podelila diplomski naziv Doctor ecclesiae, ki pa se razlikuje od Cerkvenega naziva za Cerkvene učitelje in ga Cerkev podeljuje posthumno. Že leta 1617 jo je španski parlament, s kraljem oz. kraljico na čelu, povzdignil za zavetnico Španije. Štirideset let po njeni smrti (1622), jo je papež Gregor XV. razglasil za svetnico. Naziv Cerkvene učiteljice v Cerkvi ji je skupaj s sv. Katarino Siensko podelil šele papež Pavel VI. 27. decembra 1970 leta. Sveta Katarina in sveta Terezija sta bili prvi ženski svetnici, ki jima je Cerkev podelila ta častni naziv.
Odlikuje se kot doktor molitve. Njena mistika, ki je popisana v njenih knjigah pa je skozi stoletja močno vplivala na velike teologe, kot npr.  Frančišek Saleški, Fénelon in na ženski cistercijanski samostan Port-Royal-des-Champs v bližini Pariza, iz katerega so pozneje izšle pomembne kulturne institucije in na Marie-Angélique Arnauld, opatinjo tega samostana.

### Zavetnica Španije
V začetku 17. stoletja (v 20-ih letih) se je po španskih deželah na veliko razpravljalo kdo naj bi bil njihov pravi in prvi nacionalni svetnik; odločali so se med dotedanjim svetim Jakobom, ki je bil eden od Jezusovih apostolov, ali kombinacijo med njim in na novo kanonizirano sveto Terezijo Ávilsko. Stran, ki se je bolj nagibala k Tereziji, je zagovarjala tezo, da se je Španija znašla pred novimi izzivi, zlasti pred protestantizmom in nazadovanjem družbe. Zato Španija potrebuje nekega novega, bolj oprijemljivega in sodobnega svetnika, ki razume španskega človeka in njegovo dušo. Privrženci sv. Jakoba se dolgo niso mogli upirati tem argumentom in so na koncu le morali popustiti. Kljub temu se Španija še danes priporoča obema svetnikoma hkrati, saj je Santiago de Compostela pomembno romarsko središče.

#### Petstoletnica rojstva
Od oktobra 2014 do 15. oktobra 2015 so v škofijah Ávila in Salamanca potekale različne slovesnosti ob petstoletnici rojstva španske Cerkvene učiteljice sv. Terezije Ávilske. V tem jubilejnem letu so bile v omenjenih škofijah razstave na katerih je bilo mogoče videti tudi izvirne Terezijine rokopise ter najdragocenejše umetnine karmeličanskega reda. Vrhunec tega jubilejnega leta je predstavljala napoved in  obisk papeža Frančiška ob zaključku slovesnosti; ob 400-letnici smrti sv. Terezije je te kraje leta 1982 obiskal že papež Janez Pavel II.

## Dela
V slovenščini imamo na voljo nekaj glavnih Terezijinih del iz katerih odseva njena globoka mistika.
- Lastni življenjepis, v izvirniku Libro de la Vida napisan pred letom 1567 s pomočjo njenega spovednika Pedra Ibáñeza, v slovenščini prvič izšlo 1974; več ponatisov; ISBN 961-90174-5-5.
- Pot popolnosti, v izvirniku El Camino de Perfección napisan prav tako pred letom 1567, prvič izide v Salamanci 1589; v slovenščini prvič izide leta 1978; več ponatisov; ISBN 961-90174-8-X.
- Notranji grad, v izvirniku Castillo interior o moradas napisan leta 1577; v slovenščini prvič izide leta 2003; ISBN 961-222-468-4.
- Pisma, v izvirniku Las Cartas prvič izidejo v Zaragozi leta 1671; vsebujejo 342 njenih v celoti ohranjenih pisem in 87 fragmentov; v slovenščino jih dobimo prevedena leta 1979 v 5 zvezkih; COBISS.SI-ID 512066106.
- Ustanavljanje samostanov, v izvirniku Libro de las fundaciones; v slovenščini prvič izide leta 2005; ISBN 961-222-553-2.